# 黄联关站
黄联关站（站牌上彝文站名写作ꉸꆾ/huop liep）是一个成昆线上的铁路车站，位于四川省凉山彝族自治州西昌市黄联关镇，原名黄水镇站，建于1970年，目前为四等站，邮政编码为615024。目前为会让站，不办理客运业务，有少量货运业务。

## 概要
黄联关站站内设有3条股道。车站下行方向设有一座涵洞，有土林路下穿，2015年进行改建工程。此外车站附近设有一座烈士陵园。
1985年安宁河发生洪灾，车站路基被洪水淹没。
成昆铁路复线工程计划在黄联关站昆明端设置联络线，因此车站计划向北移动3.8千米，设4条到发线。

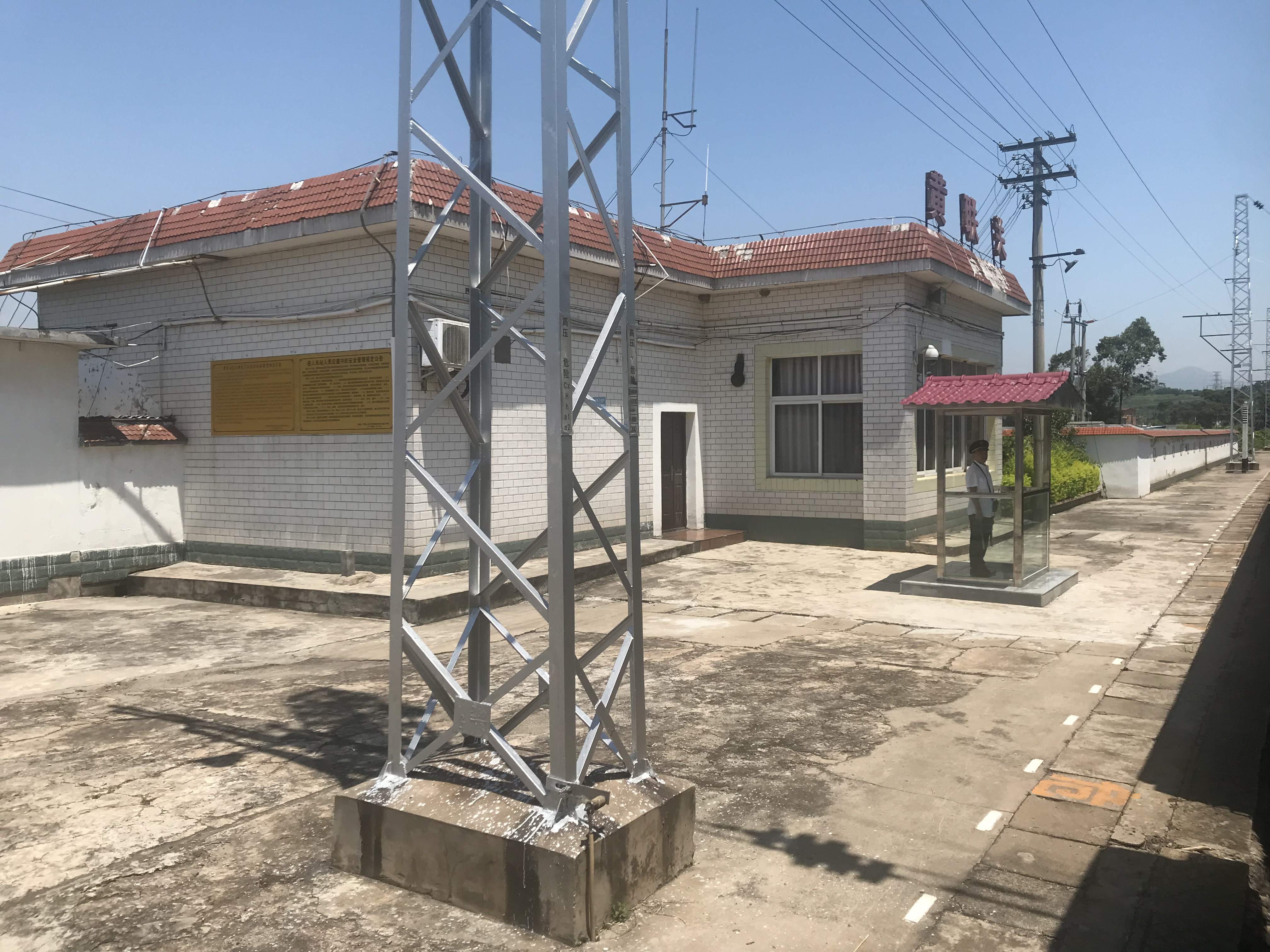
行车室
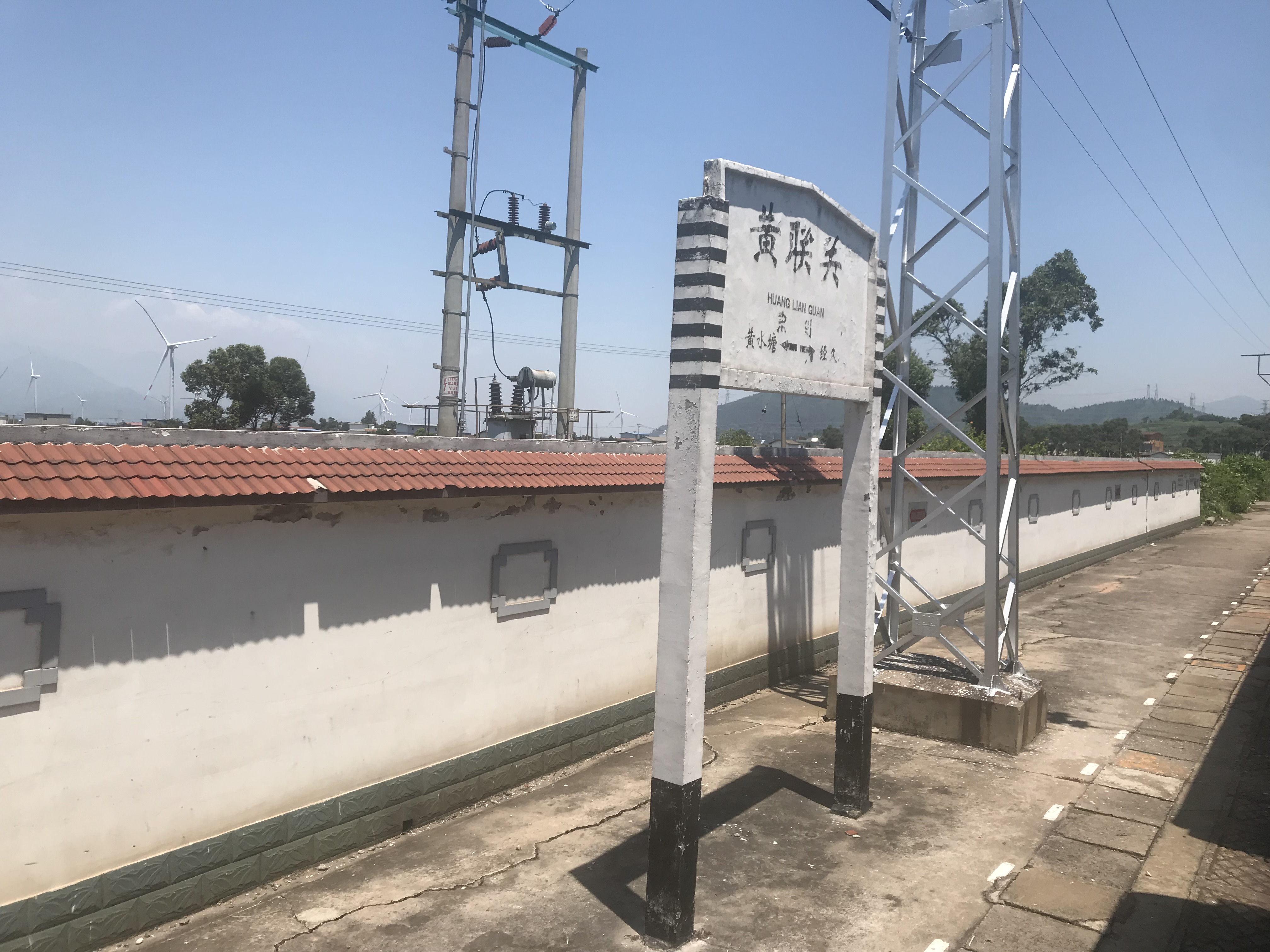
站牌
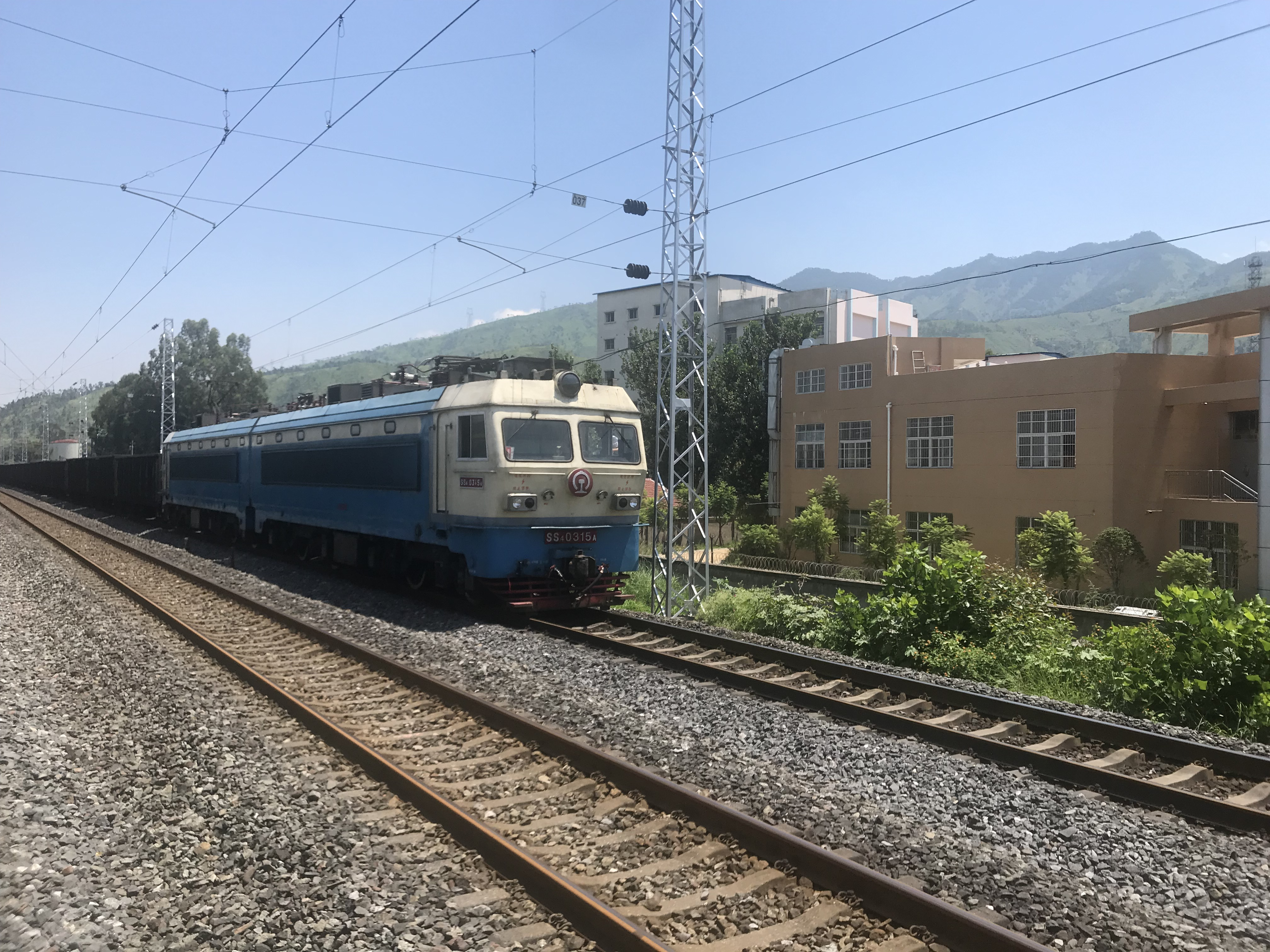
站内停靠的货列
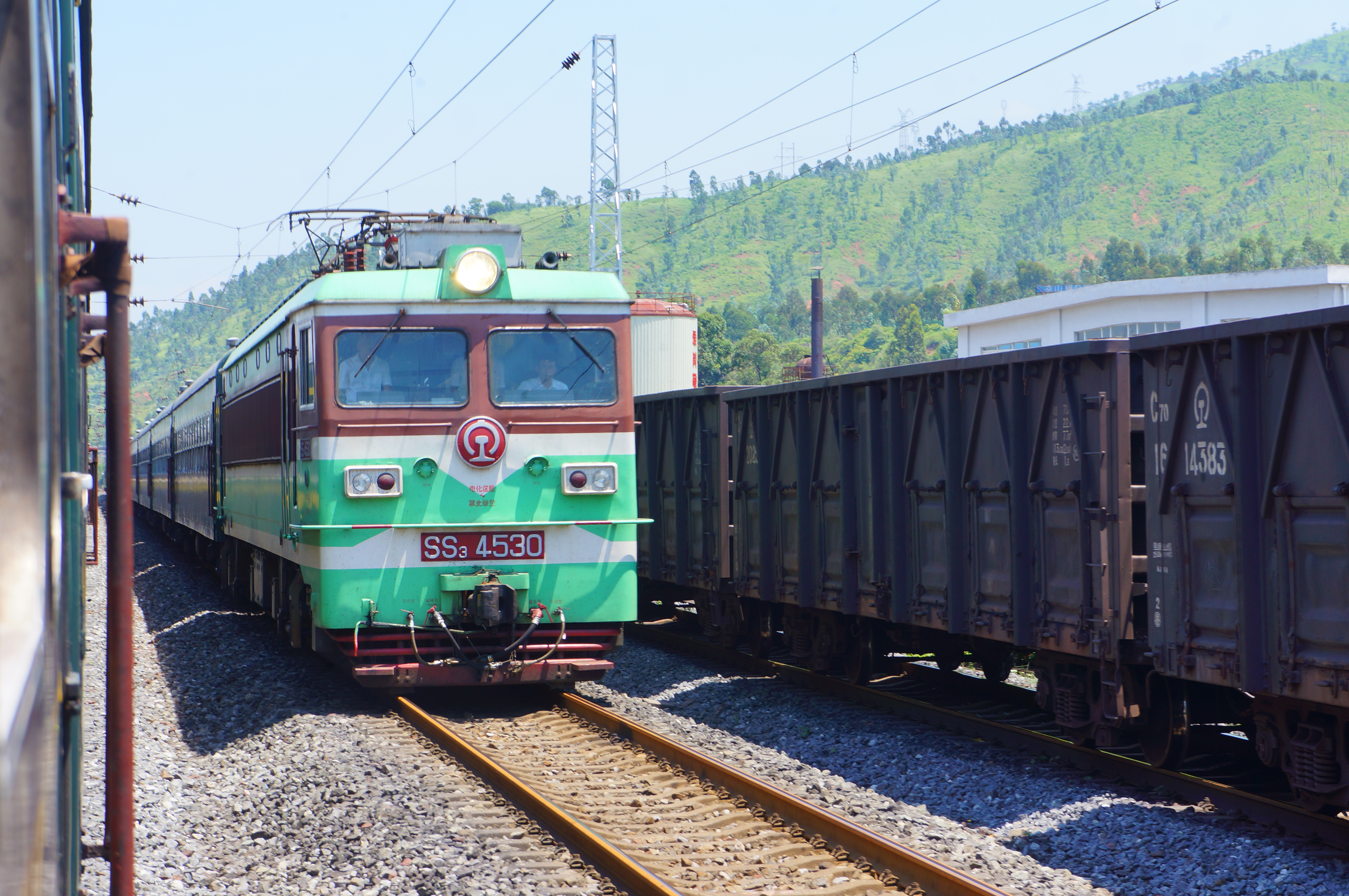
韶山3型電力機車牵引5633次列车通过